# Филарет (Панайотов)
Митрополит Филарет (в миру Атанас Атанасов Панайотов; 26 октября 1901, Варна — 28 июня 1960, Ловеч) — епископ Болгарской православной церкви, митрополит Ловчанский.

## Биография
Среднее образование получил в Варне. В 1924 году зачислен на Богословский факультет Софийского университета святого Климента Охридского, который окончил в 1928 году.
После этого вернулся в Варну, где в продолжение нескольких лет являлся штатным приходским проповедником.
30 января 1932 года пострижен в монашество митрополитом Варнеенским Симеоном. На следующий день рукоположён в сан иеродиакона. 22 июня 1933 года рукоположён в сан иеромонаха.
Позднее становится протосингелом митрополита Неврокопского Макария.
На Пасху 1934 года возведён в сан архимандрита.
Год специализировался по каноническому праву в Страсбурге, Франция.
27 ноября 1938 года в кафедральном храме-памятнике святого Александра Невского хиротонисан во епископа Знепольского. Назначен викарием митрополита Софийскиого Стефана.
21 мая 1939 года он был избран митрополитом на овдовевшую Ловчанскую епархию, 4 июня Священным Синодом бьыл утверждён митрополитом Ловчанчским.
В 1941—1945 годы временно управлял Битольско-Охридской епархией.
Скончался 28 июня 1960 года и был погребён во дворе кафедрального Троицкого собора.